# Trichopoda pennipes
Espèce
Synonymes
- Musca pennipes Fabricius, 1781
- Thereva pennipes Fabricius, 1805
- Thereva hirtipes Fabricius, 1805
- Ocyptera ciliata Fabricius, 1805
- Dictya pennipes Fabricius, 1805
- Phasia jugatoria Say, 1829
- Trichopoda flavicornis Robineau-Desvoidy, 1830
- Trichopoda haitensis Robineau-Desvoidy, 1830
- Trichopoda cilipes Wiedemann, 1830
- Trichopoda nigripes Wulp, 1892
- Trichopodopsis giacomellii Blanchard, 1966
- Eutrichopodopsis funebris Blanchard, 1966
- Eutrichopodopsis nitens Blanchard, 1966
- Eutrichopodopsis imitans Blanchard, 1966
- Eutrichopodopsis similis Blanchard, 1966
- Eutrichopodopsis bruchi Blanchard, 1966
- Trichopodopsis nigrifrontalis Blanchard, 1966
- Trichopodopsis bosqi Blanchard, 1966
- Trichopodopsis gustavoi Mallea, Mácola, García, Bahamondes, Suárez & Lanati, 1977

Trichopoda pennipes est une espèce de mouches brachycères de la famille des Tachinidae, du genre Trichopoda, qui parasite les punaises Pentatomomorpha. Elle est présente en Amérique du Nord et du Sud.
Elle a souvent été confondue avec Trichopoda pictipennis, autre espèce originaire d'Amérique du Sud, introduite sur le continent australien par l'industrie agroalimentaire comme moyen de lutte biologique contre la punaise invasive Nezara viridula, et introduite également mais accidentellement en Europe dans les années 1980. Une étude de 2021 démontre l'erreur d'attribution et corrige l'identification.

## Taxinomie

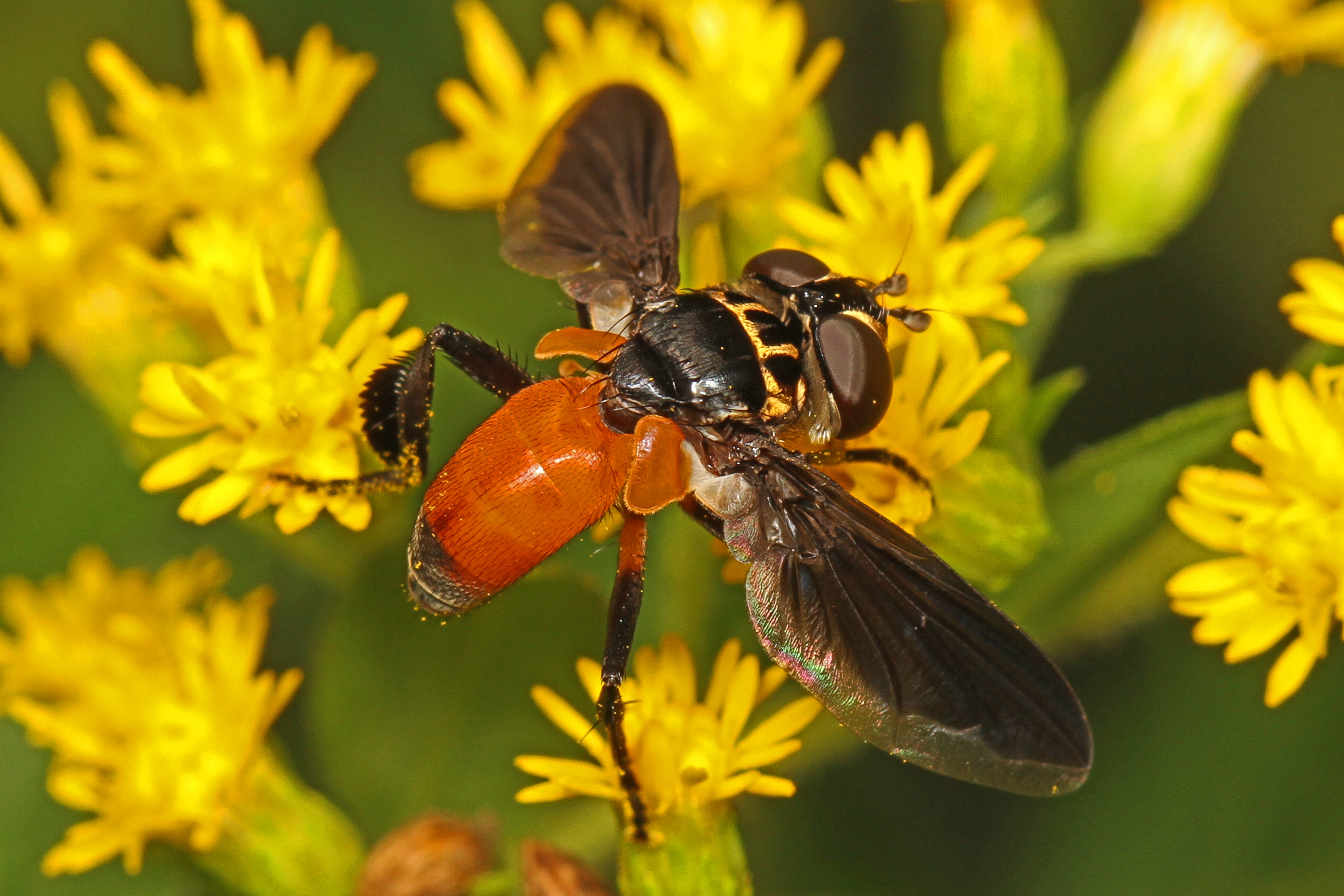
Trichopoda pennipes (Woodbridge, Virginie, USA).jpg

## Description
De taille moyenne (5,6 à 7,5 mm), elle a une grosse tête, des ailes fumées de noir, marqué de jaune diffus chez les mâles (le jaune ne démarre que rarement à la base de l'aile, aalors que c'est le cas chez T. pictipennis), avec une bordure hyaline. Le scutellum est jaune fauve à brun foncé, plus clair et jaunâtre chez les individus d'Amérique du Sud. L'abdomen des mâles est jaune orange à  jaune fauve, avec des marques variables, celui des femelles identique avec l'apex sombre, rarement entièrement sombre comme c'est le cas chez T. pictipennis. Les pattes claires à la base (coxa, trochanter, base du fémur) puis sombre avec les griffes claires. La troisième paire de pattes porte un peigne de poils noirs, caractéristique propre au genre Trichopoda.

## Répartition
Elle est présente dans les zones néarctique (Amérique du Nord) et néotropicale (Amérique du Sud, Antilles).

## Écologie
Elle parasite les punaises, de la famille des Coreidae, des Pentatomidae, des Largidae, des Scutelleridae, Pyrrhocoridae et Alydidae. Elle a également été repérée sur une Mantidae, Tenodera australasiae. Elle est considérée comme ayant coévolué avec Anasa tristis, mais son hôte le plus commun est devenu aujourd'hui Nezara viridula, dans une association nouvelle étant donné que cette punaise est arrivée accidentellement vers 1700 dans le Nouveau monde.

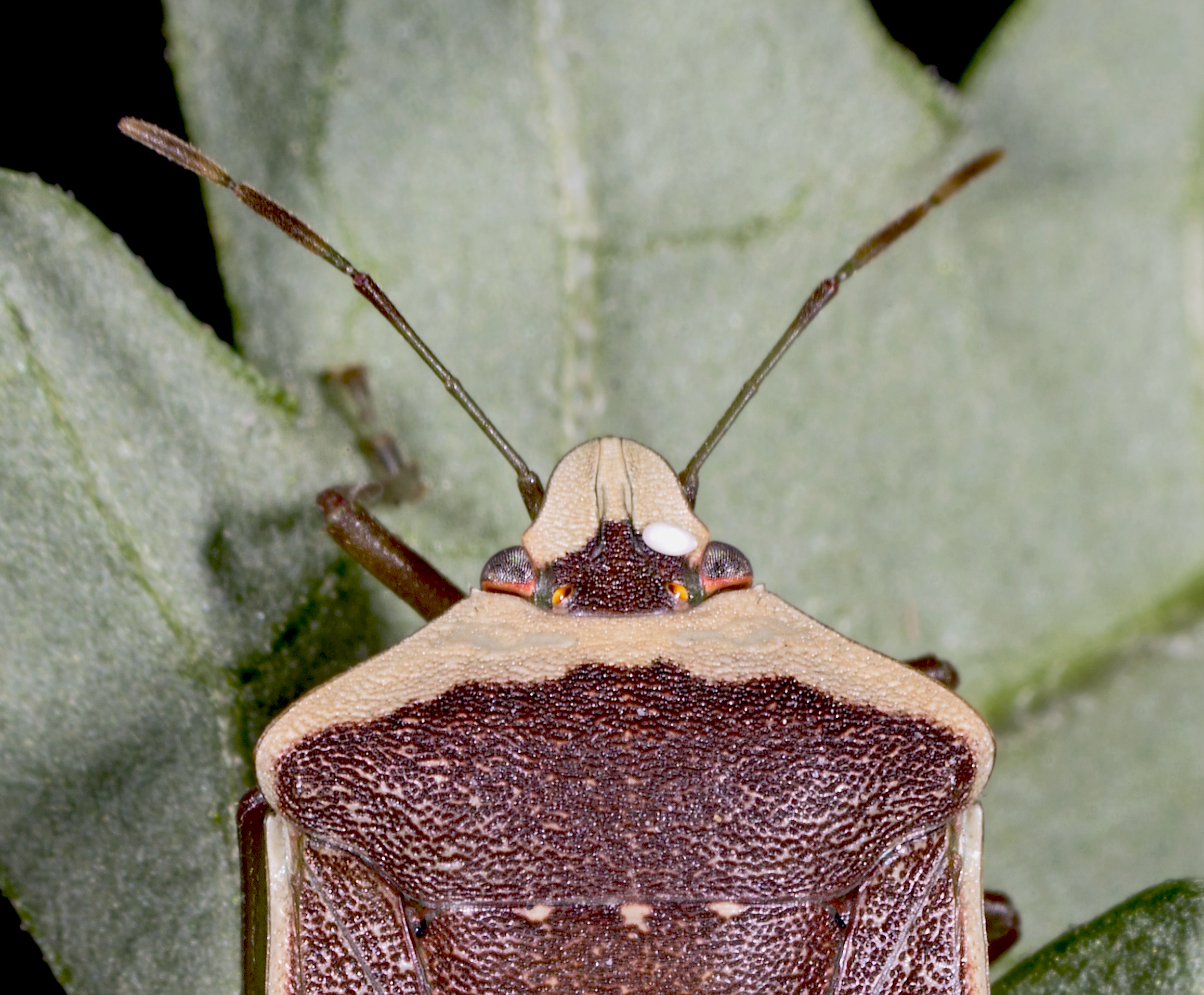
Œuf de Trichopoda pictipennis (espèce voisine, ayant la même écologie) sur Nezara viridula, photographié à Fronton, France

Elle est attirée par les phéromones des mâles, surtout lors des pullulations sur des cultures. Elle pond un ou plusieurs œufs sur la punaise, en général sous le thorax ou l'abdomen, mais ailleurs également. La larve pénètre à l'intérieur de l'hôte et se nourrit des fluides internes. Une seule larve peut survivre dans un hôte. Après environ deux semaines de croissance, la larve sort au troisième stade, entre les segments abdominaux. L'hôte meurt peu après, de l'effet mécanique de la sortie et non pas de la nourriture du parasite. La nymphose a lieu dans le sol, dans un cocon brun-rouge foncé, d'où l'adulte sort environ deux semaines plus tard. Il peut y avoir jusqu'à trois générations par année. La larve peut hiverner, au second stade, dans son hôte hivernant. Ainsi, malgré ce parasitisme, l'hôte continue à se nourrir, et garde la possibilité de se reproduire, même si peu à peu, ses organes sexuels sont atrophiés par le développement de la larve ayant atteint son stade 2. L'adulte émerge à la fin du printemps ou au début de l'été. À ce moment, il s'en prend à des adultes ayant hiverné, les seuls assez grands pour héberger les larves. Les générations suivantes vont parasiter aussi bien des larves aux derniers stades que des adultes de l'année. 50 % des larves parasitées vont mourir avant de devenir adultes, et les autres meurent avant de pondre. Le taux est moindre chez les punaises parasitées adultes, dont le cycle de vie n'est pas synchronisé avec celui du parasite. Dans une étude menée en Californie, chez les Coreidae, le taux de parasitisme peut atteindre 80 %.
L'adulte se nourrit de nectar sur les fleurs où il se tient souvent avec les ailes étalées, notamment la carotte sauvage (Daucus carota), le coriandre, la Spirée cotonneuse (Spiraea salicifolia), puis, plus tard dans l'année sur des asters (Symphyotrichum spp.) et des solidages (Solidago spp). On la trouve également sur la menthe et la Cryptoténie du Canada,.
Les hôtes parasités répertoriés appartiennent aux genres suivants:
- Coreidae : Acanthocephala, Anasa (ravageurs des cultures de courges en Amérique du Nord), Archimerus, Chelinidea, Euthochtha, Leptoglossus (dont Leptoglossus occidentalis, une espèce d'Amérique du Nord invasive en Europe[10]), Narnia ;
- Pentatomidae : Acrosternum, Alcaeorrhynchus, Euschistus, Murgantia, Nezara viridula, Plautia, Thyanta, Graphosoma lineatum ;
- Largidae : Largus ;
- Scutelleridae : Coleotichus.

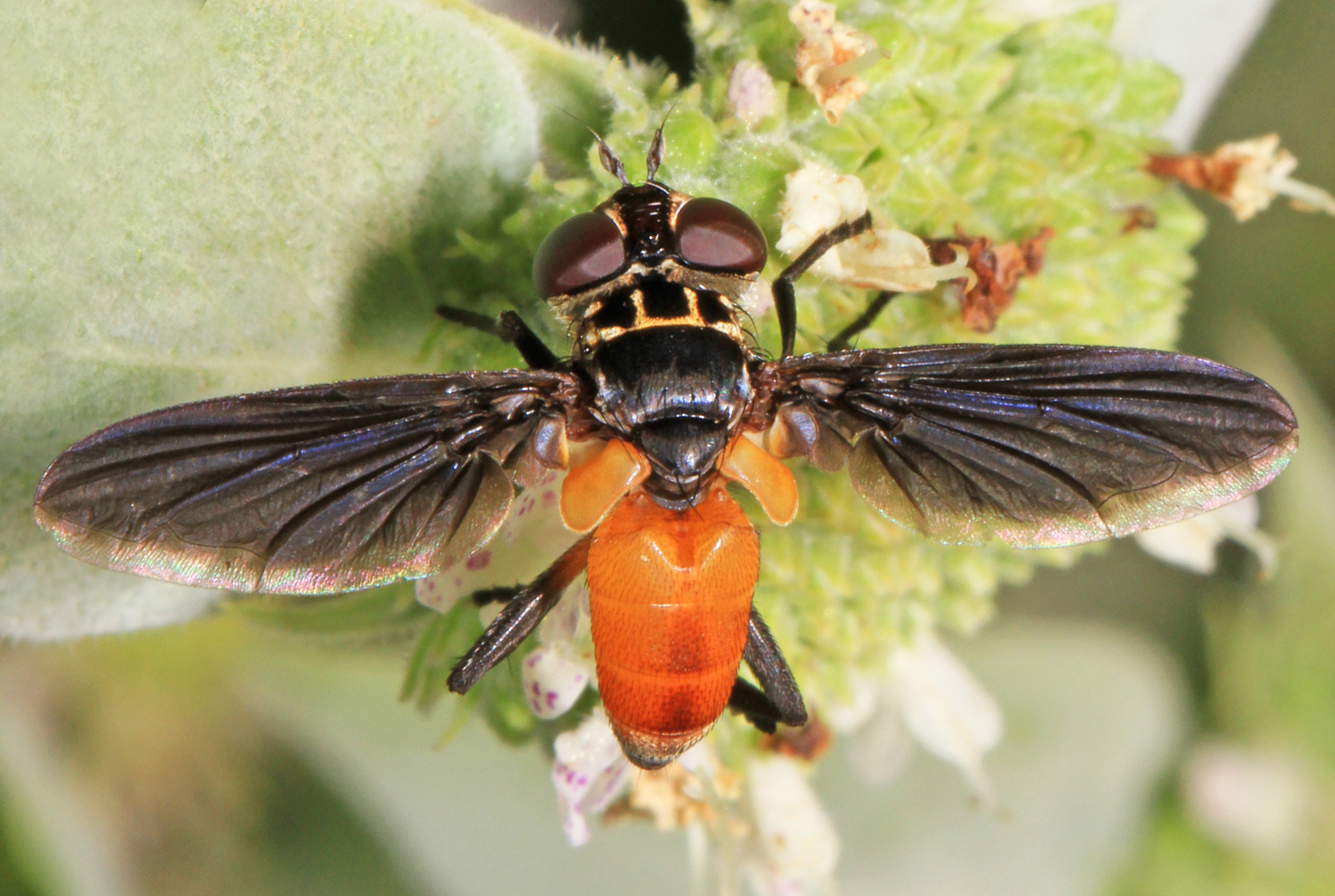
Vue dorsale: les ailes ne sont pas marquées de jaune (Virginie, États-Unis).
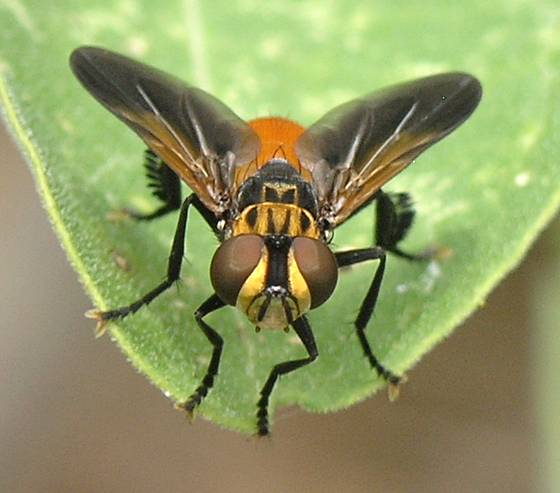
Vue de face. Individu avec plus de jaune sur l'aile.
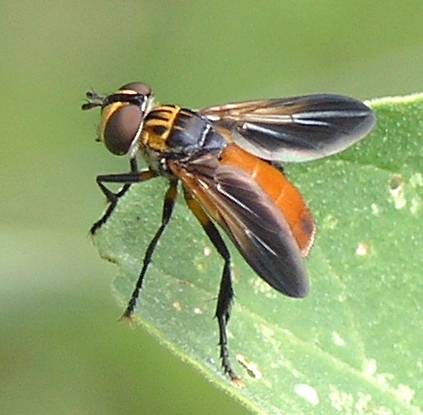
Vue latérale.
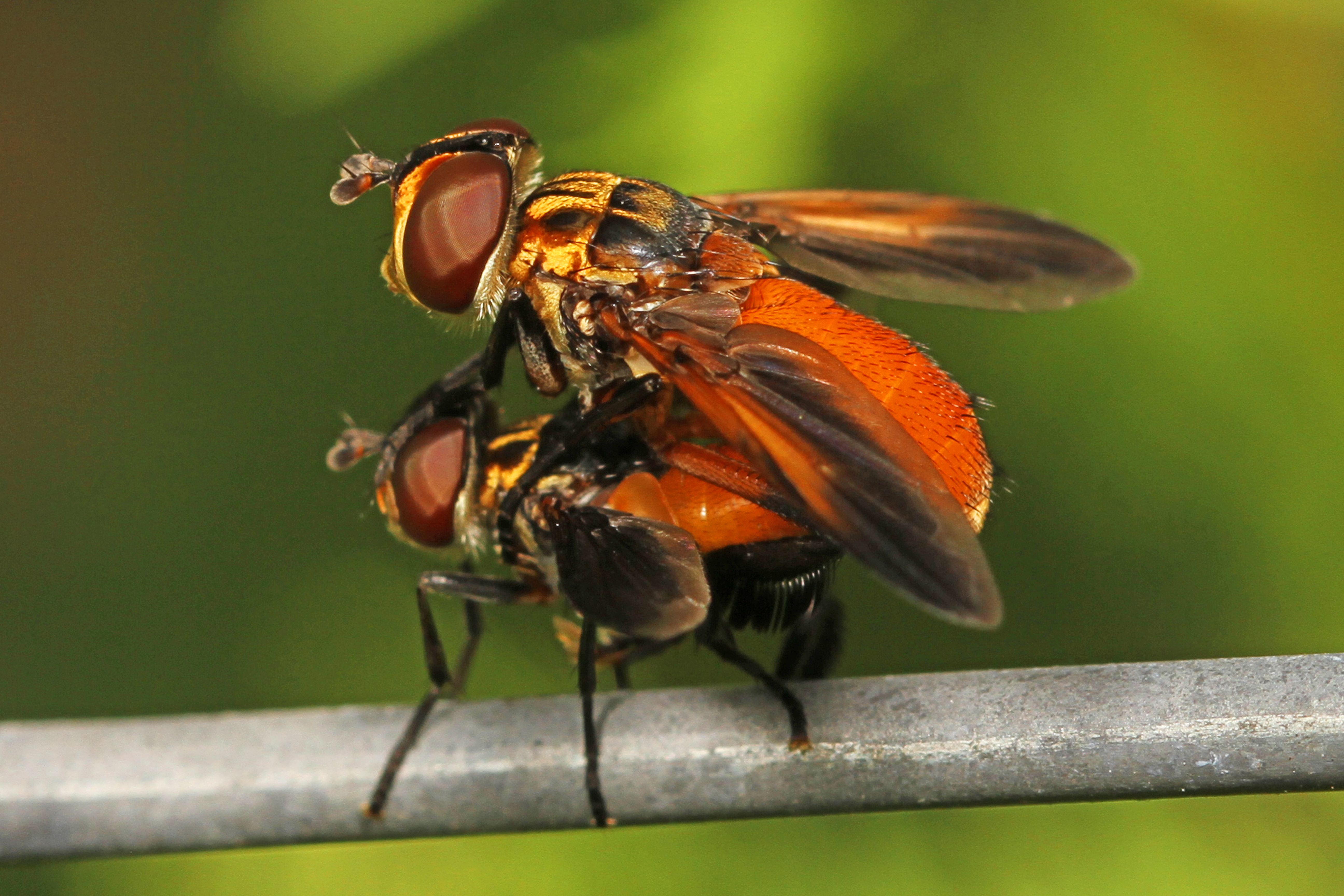
Accouplement (Maryland, États-Unis).
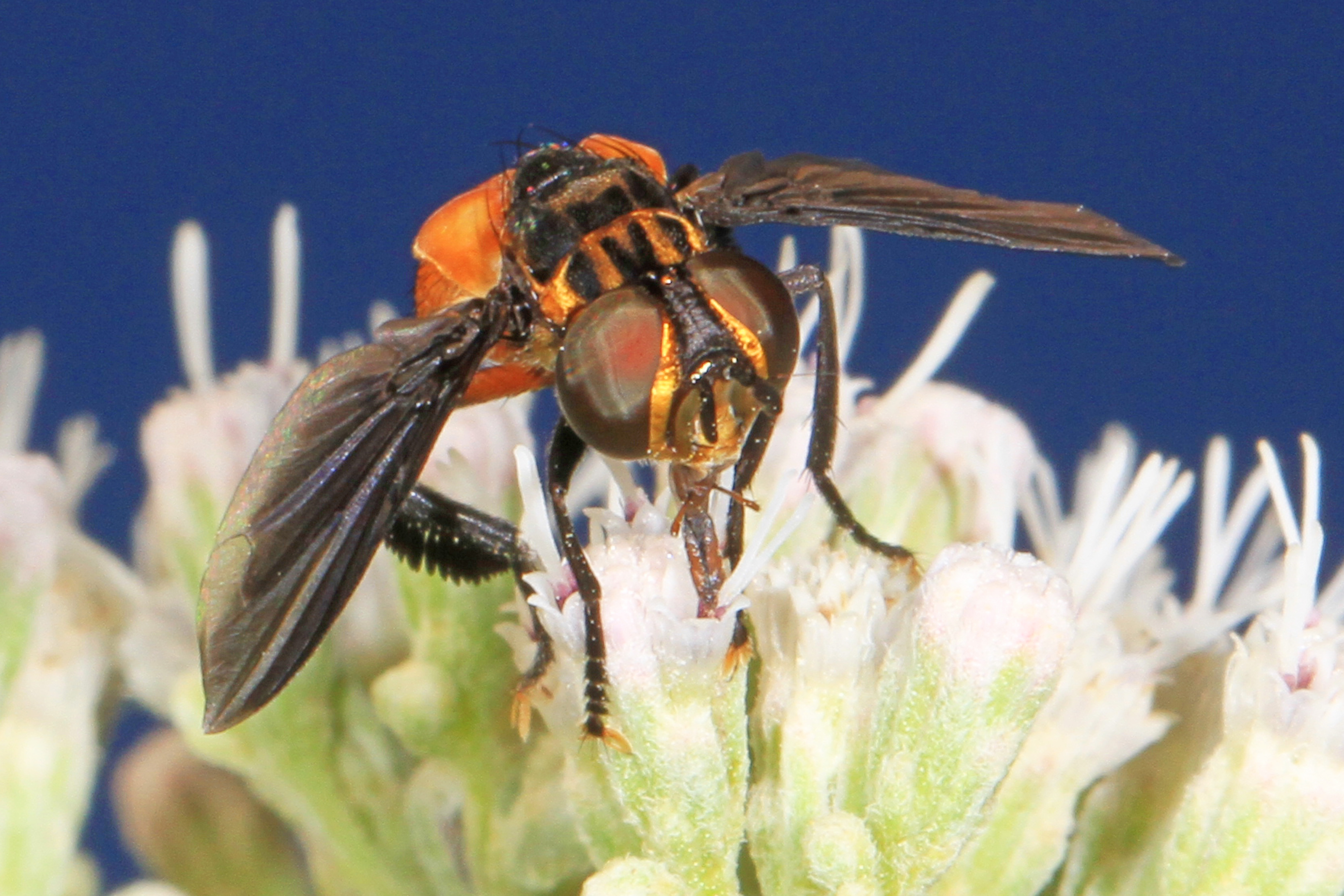
Adulte se nourrissant sur une fleur (Virginie, États-Unis).
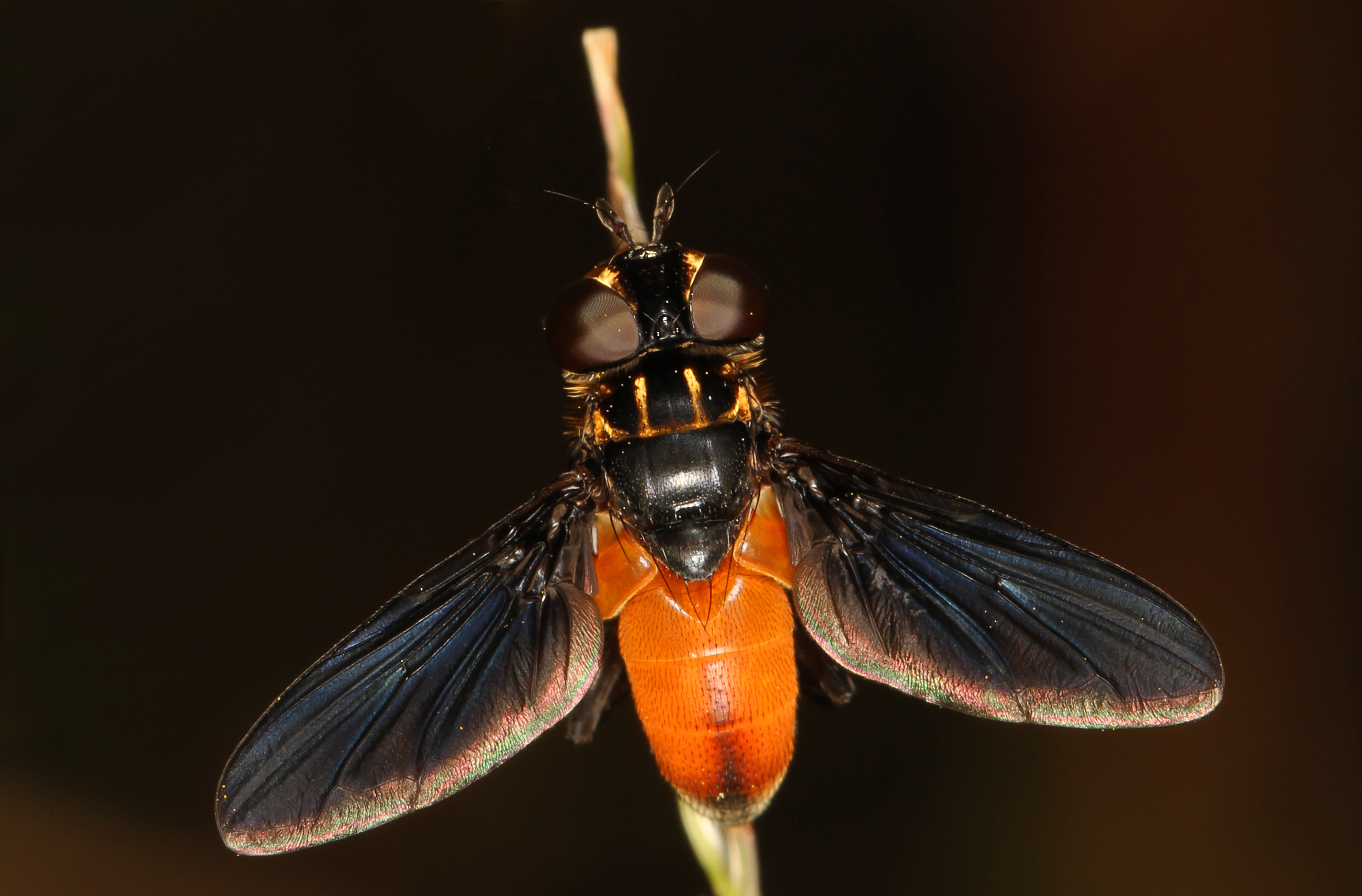
Autre individu à ailes sombres (Virginie, États-Unis).

## Systématique
À cause de son polymorphisme important (variabilité d'apparence), cette espèce a été décrite sous de nombreux noms, y compris parfois par les mêmes auteurs. De plus, le genre est lui-même complexe et a été remanié plusieurs fois. Les distinctions entre espèces exigent le plus souvent la dissection et l'analyse des organes génitaux. Dans leur révision des Trichopoda en 2020, Dios et Nihei donnent l'historique et la synonymie complètes et indiquent que Trichopoda pennipes est peut-être un complexe d'espèces, bien qu'aucun critère précis ne permette jusqu'ici de le préciser.
Trichopoda pennipes a été décrite par l'entomologiste danois Johann Christian Fabricius en 1781, sur la base d'un spécimen d'Amérique du Nord, avec le nom (protonyme) de Musca pennipes. Le même Fabricius, en 1805, la transfère dans le genre Dictya, et décrit plusieurs autres espèces qui s'avèreront identiques: Thereva pennipes et Thereva hirtipes d'Amérique du Nord (Caroline), et Thereva pilipes et Ocyptera ciliata d'Amérique du Sud. En 1829, Say décrit Phasia jugatoria d'Indiana (États-Unis) en mentionnant sa proximité avec Dictya pennipes. En 1830, Robineau-Desvoidy, qui décrit T. haitensis d'Haiti et T. flavicornis de Caroline, et Weidemann transfèrent les espèces de Fabricius dans le genre Trichopoda, mais le second rebaptise T. pennipes en T. cilipes. En 1848, Osten-Sacken synonymise Phasia jugatoria avec Trichopoda pennipes. A la fin du XIXe siècle, des mentions du Brésil et d'Argentine sont publiées. En 1892, Wulp décrit T. nigripes du Mexique. Peu à peu, la synonymie de P. jugatoria, T. hirtipes, T. pilipes, et T. ciliata est établie, bien que certaines distinctions ou synonymies erronées continuent à être faites, comme celle de Trichopoda haitensis avec Eutrichopoda pyrrhogaster. Townsend établit dans ses travaux (entre 1891 et 1897) la vaste distribution et le grand polymorphisme de T. pennipes et indique la proximité avec celle-ci de T. nigripes. La synonymie de T. flavicornis, T. haitensis, T. nigripes avec T. pennipes est établie dans les années 1920. Puis T. pyrrhogaster est rétabli, de même que T. pilipes, par Townsend en 1930. De même, en 1971, Guimarães rétablit T. ciliata, T. haitensis, T. pilipes et T. pennipes, ainsi qu'Eutrichopoda pyrrhogaster.  Dans les années 1960, T. pennipes est mentionnée de Nouvelle-Zélande et sera introduite en Australie, mais il s'avère qu'il s'agit en fait de T. pictipennis. En 1992, Liljesthröm synonymise plusieurs espèces, décrites par Blanchard en 1866 uniquement sur la base d'une aile, avec Trichopoda giacomelli. En 2021, Dios et Nihei confirment les synonymies de T. haitensis et de T. ciliata avec T. pennipes et y ajoutent la synonymie avec T. giacomellii et de T. nigripes.
L'espèce est classée dans le sous-genre Trichopoda (Galactomyia).

### Étymologie
Son épithète spécifique, « pennipes », signifie « à plumes aux pattes », du latin penna, « plume », et  pes, « pied », soit, de manière un peu redondante, la même chose que « Trichopoda », formé à partir du grec, θρίξ, tricho- « poil, soie », et poda, « pied ».